# Демоны 3
«Демоны 3» (итал. La casa dell'orco, англ. The Ogre) — итальянский фильм ужасов, снятый в 1988 году, режиссёром Ламберто Бава.
Фильм не имеет прямого отношения к первой и второй частям дилогии о демонах, в начальных титрах его название указано как «The Ogre», приставка «Демоны 3» была приписана прокатчиками для большей популярности. В российском одноголосом переводе Александра Кашкина (Первомайский) выходил под названием: «Демоны 3: Великан».
Фильм входит в состав киноальманаха — «Жёлтый трепет» (Леденящий джалло) /Brivido giallo — состоящего из четырёх отдельных фильмов: Ночь на кладбище, Навсегда, Великан (Демоны 3), Ужин с вампиром.

## Сюжет
Писательница, вместе с мужем и маленьким сыном, приезжает в старый готический замок. Как оказывается в дальнейшем, этот замок снился ей в детских кошмарах. Но по прошествии времени она понимает, что эти сны были реальны. В подвале замка обитает уродливый монстр, который давно ждёт её возвращения.

## В ролях
- Паоло Мальчо — Том
- Вирджиниа Брайант — Шерил
- Сабрина Ферилли — Анна
- Стефаниа Монторси — Мария
- Патрицио Винчи — Бобби
- Девиде Флоси — великан
- Алекс Серра — художник

## Съёмочная группа
| Режиссёр   | Ламберто Бава                                 |
| Продюсеры  | Массимо Манассе, Марко Грилло Спина           |
| Сценарий   | Ламберто Бава, Дардано Саккетти               |
| Оператор   | Gianfranco Transunto                          |
| Монтаж     | Мауро Бонанни                                 |
| Композитор | Саймон Босуэлл                                |
| Художники  | Валентина Ди Пальма, Массимо Антонелло Геленг |